# Celon (Tolkien)
Celon is een rivier in Beleriand uit De Silmarillion van J.R.R. Tolkien.
De Celon ontspringt in de Himring, stroomt langs Nan Elmoth en komt in Doriath samen met de rivier de Aros.